# Дальнє (Дніпровський район)
Дальнє — село в Україні, у Святовасилівській сільській територіальній громаді Дніпровського району Дніпропетровської області. Населення — 101 мешканець.

## Географія
Село Дальнє знаходиться за 2 км від берега річки Грушівка, неподалік від її джерела. За 0,5 км розташоване село Матросове. Поруч проходить залізниця, станція Платформа 277 км за 3 км.

## Історія
25 грудня 1997 року село Наталівської сільради увійшло до складу новоствореної Промінської сільради у Солонянському районі.

## Населення

### Мова
Розподіл населення за рідною мовою за даними перепису 2001 року:
| Мова                | Відсоток |
| ------------------- | -------- |
| українська          | 87,1 %   |
| російська           | 10,9 %   |
| інші/не визначилися | 2 %      |